# Corneille du Mexique
Corvus imparatus
Espèce
Statut de conservation UICN

 LC  : Préoccupation mineure
Répartition géographique
La Corneille du Mexique (Corvus imparatus) est une espèce de passereau de la famille des Corvidae.
Son aire couvre l'État de Tamaulipas et régions limitrophes.